# Marrons Imbert
Pour les articles homonymes, voir Imbert.
La société Marrons Imbert  a été fondée en 1920 à Aubenas, elle produit notamment des purées de marrons, de la crème de marrons et des marrons glacés.

## Historique
La société des Marrons glacés d'Aubenas a été fondée en 1920, à la suite de l'association de Gustave Imbert et d'un pâtissier du nom de Contassot. Par la suite Gustave Imbert devient l'unique exploitant de la société qui s'appelle désormais Marrons Imbert.
En 1950, Gustave Imbert meurt et c'est son fils, Maurice qui reprend l'entreprise. 
Depuis 1998, c'est Stéphanie Nogier-Imbert, arrière-petite-fille de Gustave qui dirige l'entreprise.

## Produits
La société Marrons Imbert revendique le fait d'être la seule entreprise dans ce domaine à n'utiliser que du fruit frais. L'entreprise fabrique actuellement différents produits, comme les purées de marrons, la crème de marrons, les marrons confits au sirop et les marrons glacés.